# Lagtingsvalget 1924
Lagtingsvalget på Færøerne 1920 blev afholdt 22. januar 1920.
Antallet af repræsentanter i Lagtinget blev øget fra 20 til 23 fra valget i 1924.

## Resultater
| Parti                 | tilslutning | Mandater i Lagtinget | Ændring fra 1920 (mandater) | Ændring fra 1920 (%) |
| --------------------- | ----------- | -------------------- | --------------------------- | -------------------- |
| Sambandsflokkurin     | 58,7 %      | 13                   | +3                          | 0,3                  |
| Sjálvstýrisflokkurin  | 39,1 %      | 10                   | —                           | -2,5                 |
| Uavhengige kandidater | 2,2 %       | 0                    | —                           | 2,2                  |

## Eksterne Henvisninger
- Hagstova Føroya — Íbúgvaviðurskifti og val (Færøysk statistikk)